# دهه ۱۳۳۰ (خورشیدی)
دهه ۱۳۳۰ صد و سی و سومین دهه تقویم هجری خورشیدی است.

## رویدادها
- مناقشه‌های پس از ملی شدن صنعت نفت میان ایران با انگلیس و آمریکا که منجر به کودتای ۲۸ مرداد ۱۳۳۲ و سقوط دولت محمد مصدق و بازگشتن محمدرضا پهلوی شد.[۱]
- تسلط آمریکا به جای انگلیس بر ایران و به وجود آمدن دیکتاتوری در ایران پس از کودتای ۲۸ مرداد ۱۳۳۲.
- تحریف نام خلیج فارس توسط کشورهای عربی به تحریک انگلیس.